# 山东咨议局
山东咨议局是1909年至1912年间在山东省设立的咨议局。

## 历史
1907年，清政府预备立宪，决定于各省设立咨议局。1908年，设立山东咨议局筹备处。1909年10月14日，山东咨议局正式在济南宣告成立，杨毓泗为议长。辛亥革命爆发后，山东咨议局于1911年11月撤销，并成立山东全省各界联合会，宣布山东独立。后山东取消独立，1912年1月咨议局恢复。同年再度撤销，改为成立山东省议会。
山东咨议局原址位于现今山东省图书馆西邻，毗邻现山东省人民政府，原建筑现已不存在。

## 议员
山东咨议局议员共有104人，其中定额100人，驻防3人，秘书长1人：
- 议长：杨毓泗
- 副议长：王景禧、
- 秘书长：张汉章
- 议员：汪懋琨、刘鹏龄、张殿卿、霍省三、艾矜郧、金毓珍、周祖澜、刘清范、亓宗海、尹祚章、杨秀岭、高鸿文、张良弼、张灿之、张清廉、王赓扬、赵阳山、俄方楷、尹序诰、李传煦、巩象临、张壬弼、汪岱霖、仇纯吉、李广居、王昱祥、魏寿彤、窦培增、张连汇、吕上智、金玉相、张允符、朱承恩、范德如、黄廷谟、李锡恩、王九州、李瞻泰、梁协中、袁清臣、鞠芙、陈毓海、孔广洪、安作宾、毕松龄、姚际元、李访贤、冯绍京、孔昭苯、徐书年、张志渊、刘诚洤、顾石涛、于树封、彭占元、于广庆、郭连科、张树庭、赵光勋、李荫棠、蒋鸿斌、庄余珍、郑熙嘏、王东𤤆、王峻范、张光第、张咸之、杨振清、曲卓新、丁世峄、于墉、孙孟起、尚庆翰、崔亦文、王志勋、周树标、邱桂乔、周正崐、杜朝宾、王学锦、王治芗、温式曾、孙否承、王永贞、刘儒珍、张其伟、赵贵三、王玉年、姜宗汉、盖有均、陈命官、王钟芳、杜荣桢、王炜辰、张介礼、刘汉东、邹染卿、诸恩、述培、常全